# یوهانس فرانز هارتمن
 یوهانس فرانز هارتمن (آلمانی: Johannes Franz Hartmann؛ زاده ۱۱ ژانویهٔ ۱۸۶۵ درگذشته ۱۳ سپتامبر ۱۹۳۶) یک فیزیک‌دان و ستاره‌شناس اهل آلمان بود.